# Kostel svatého Michaela archanděla (Velké Kunčice)
Římskokatolický kostel svatého Michaela Archanděla ve Velkých Kunčicích (Kończyce Wielkie) v okrese Těšín, který je postaven v barokním slohu, je největším dřevěným kostelem na Těšínském Slezsku. Taktéž jeho věž je nejvyšší dřevěnou věží Těšínska. Kostel je součástí Stezky dřevěné architektury ve Slezském vojvodství.

## Historie
Fara ve Velkých Kunčicích je poprvé v pramenech zmiňována roku 1335. Na místě dnešního kostela stál nejméně od doby reformace menší dřevěný kostel stejného zasvěcení, první zmínku o něm máme z vizitačního protokolu z 1679, nedlouho potom, co byl odebrán protestantům.
Za faráře Šimona Świeżyho byla obnovena věž tesařem Jiřím Dziendzielou ze Záblatí. Nicméně starý kostel byl nevyhovující a zchátralý, že se roku 1774 přistoupilo ke stavbě nového kostela. Nový kostel byl postaven tesařem Pavlem Křižíkem z Bobrků okolo stávajícího. Teprve po dokončení střechy nového kostela byl starý rozebrán. Kostel vydržel bez oprav až do roku 1884, kdy proběhla celková rekonstrukce, při níž byly odstraněny soboty (kryté ochozy) kolem kostela

## Architektura
Loď a presbyterium kostela jsou roubené, obložené dřevěným šindelem. Naproti tomu věž je štenýřové konstrukce, kónicky se zužující, nahoře zakončena barokní cibulí. Velké zúžení věže má zabránit jejímu pohybu při zvonění. Na celém kostele je sedlová střecha krytá šindelem, taktéž věž je pokryta šindelem. Interiér kostele je vyzdoben polychromií z roku 1884, kdy proběhla velká obnova kostela. Nalezneme zde též rokokovou křtitelnici z roku 1734 od Matěje Weissmanna z Frýdku a novější kazatelnu z roku 1781 od Jana Hrabce rovněž z Frýdku.